# ATP Challenger Barnstaple
Der ATP Challenger Barnstaple (offiziell: Tarka Challenger) war ein Tennisturnier, das 2007 einmal in Barnstaple, England, stattfand. Es gehörte zur ATP Challenger Tour und wurde in der Halle auf Hartplatz gespielt.

## Liste der Sieger

### Einzel
| Jahr | Sieger        | Finalgegner    | Ergebnis        |
| ---- | ------------- | -------------- | --------------- |
| 2007 | Jérémy Chardy | Stéphane Bohli | 7:64, 6:71, 7:5 |

### Doppel
| Jahr | Sieger                                | Finalgegner                       | Ergebnis          |
| ---- | ------------------------------------- | --------------------------------- | ----------------- |
| 2007 | Frederik Nielsen Aisam-ul-Haq Qureshi | Jasper Smit Martijn van Haasteren | 6:2, 6:74, [10:2] |